# Collegiata di San Giovanni Battista (Finale Ligure)
La collegiata di San Giovanni Battista è un luogo di culto cattolico situato nel quartiere di Finale Marina, in via Giuseppe Garibaldi, nel comune di Finale Ligure in provincia di Savona. La chiesa è sede della comunità parrocchiale omonima del vicariato di Finale Ligure-Noli della diocesi di Savona-Noli.

## Storia
Considerata una delle chiese barocche più belle artisticamente del Savonese e della Liguria, la sua costruzione fu avviata nel 1619 con un'opera di edificazione che interessò la struttura per ben cinquantacinque anni. La nuova collegiata di Finale Marina fu infatti dichiarata conclusa nel 1674 con la solenne consacrazione nel 1675.
Tradizionalmente ed erroneamente l'impianto fu associato inizialmente all'opera di Gian Lorenzo Bernini, ma successivi ed approfonditi studi attribuirono in seguito la paternità architettonica della chiesa a maestranze del luogo che, evidentemente, seguirono la corrente artistica del noto architetto napoletano.
Una nuova rivisitazione della facciata barocca si compì nel 1762 con le modifiche dell'architetto Nicola Barella di Finale Marina.
Nell'aprile del 1930, papa Pio XI elevò la collegiata alla dignità di basilica minore.

## Descrizione

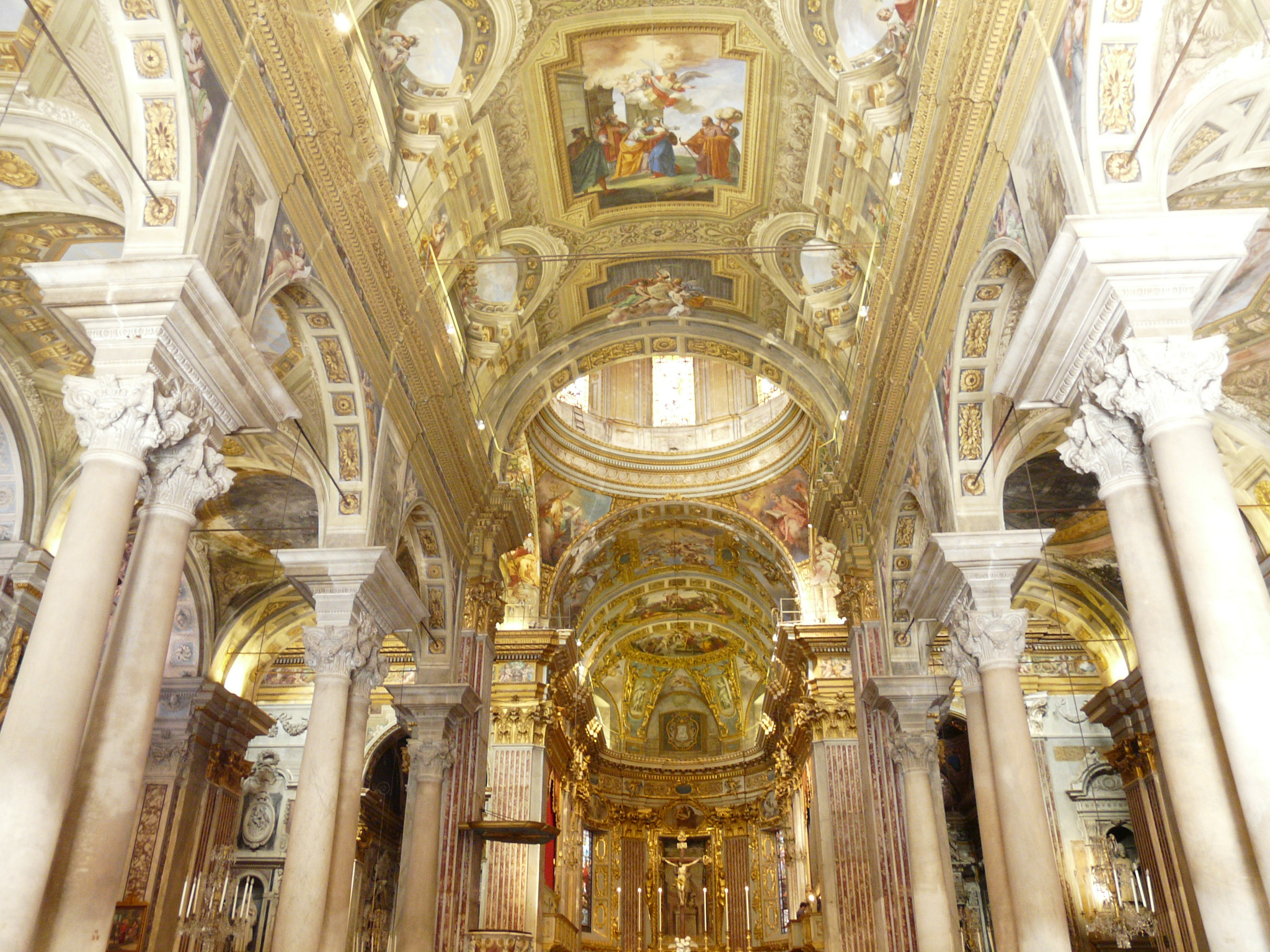
La navata centrale

### Esterno
Nella facciata sono presenti le statue di San Giovanni Battista, dei Santi Pietro e Paolo, della Speranza e della Fede realizzate ad opera dello scultore Bartolomeo Bagutti. La cupola, di ventiquattro metri, fu realizzata nel 1780 da Giuseppe Barella con il concorso degli artisti genovesi Simone Cantoni ed Emanuele Andrea Tagliafichi.

### Interno
L'interno della collegiata, il più ampio e vasto delle chiese della diocesi, è costituito da tre navate divise da due file di colonne binate, queste ultime imitazione di modelli genovesi del primo Seicento. Nella controfacciata i tre grandi affreschi del 1808 sono opera del pittore Paolo Gerolamo Brusco raffiguranti il Battesimo di Gesù, San Giovanni Battista che predica sulle rive del Giordano, la Gloria del Precursore; lo stesso autore dipinse gli affreschi della volta del presbiterio, i dipinti del finestrone centrale dell'abside così come i tre grandi quadri sopra le porte d'entrata. I decori pittorici della navata centrale sono stati invece eseguiti da Giuseppe Passano, nel 1830, con Scene di vita del Precursore fra schiere di angeli. Le dodici cappelle delle navate sono state affrescate da Giacomo Picco.
Nella navata destra la quarta cappella ospita la tela, della metà del XVII secolo, del Martirio di sant'Andrea; nelle due cappelle del transetto i dipinti della Madonna e santi di Domenico Bocciardo e la Gloria di san Nicola da Bari di Giovanni Battista Merano, lo stesso autore della volta affrescata del transetto nel 1693. Nella zona del presbiterio l'altare maggiore in marmo policromi è del 1767, di scuola scultorea genovese, con il coro del XVIII secolo.

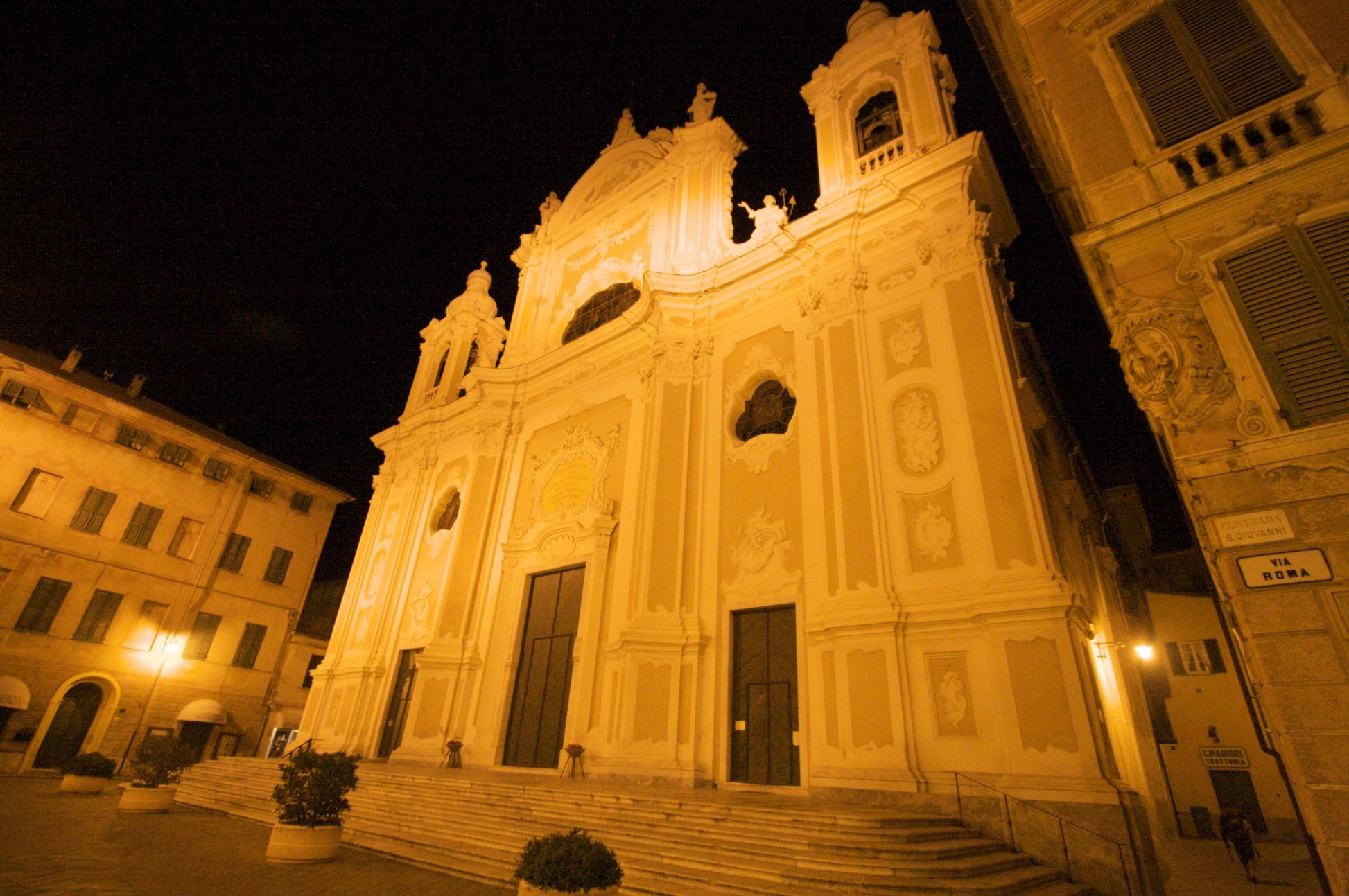
La collegiata in versione notturna

La quarta cappella della navata sinistra le sculture di Antonio Brilla, Gesù consegna le chiavi a Pietro, e il crocifisso di Anton Maria Maragliano. Il pulpito, opera di Pietro Ripa, è della seconda metà del XVIII secolo. Nella sacrestia, dove sono conservate altre tele del Seicento e Settecento, è custodita la tela di Sant'Erasmo e San Nicolao, restaurata di recente, che nella parte inferiore reca una veduta di Finale Marina e del Finalese nel Seicento.

### Organo a canne
Sulla cantoria sulla parete di destra del presbiterio, si trova l'organo a canne, costruito nel 1904 da Cesare Bernasconi e suo figlio Giovanni, e restaurato nel 2002 da Graziano Interbartolo e Giuseppe Fontana.
Lo strumento è a trasmissione pneumatica ed ha consolle a finestra con due tastiere di 61 note ciascuna e pedaliera dritta di 27 note. La cassa, con cornicione sorretto da due lesene corinzie, presenta una mostra composta da 25 canne di principale, sormontata da una finta tenda scolpita nel legno.

## Galleria d'immagini

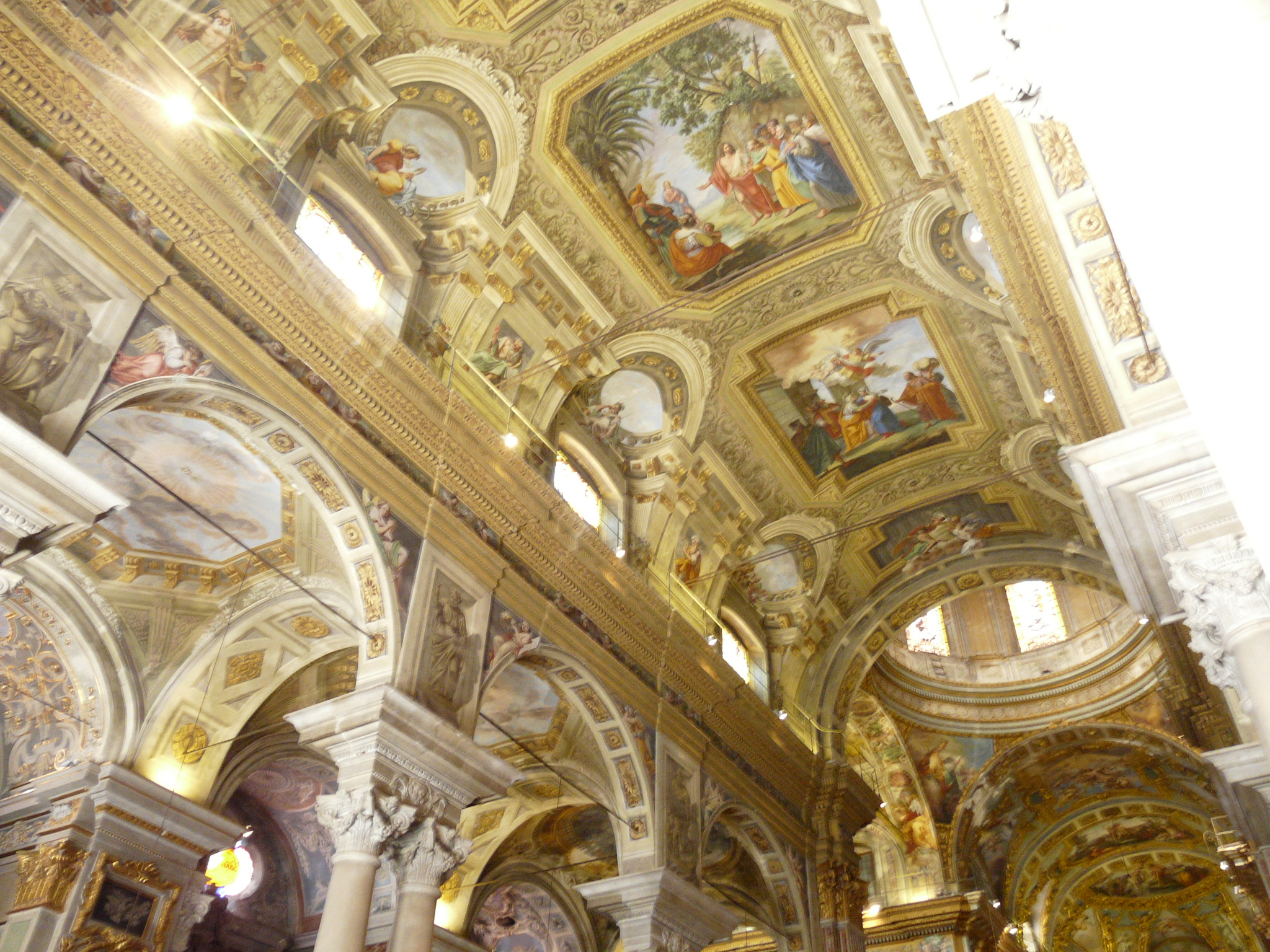
Navata centrale
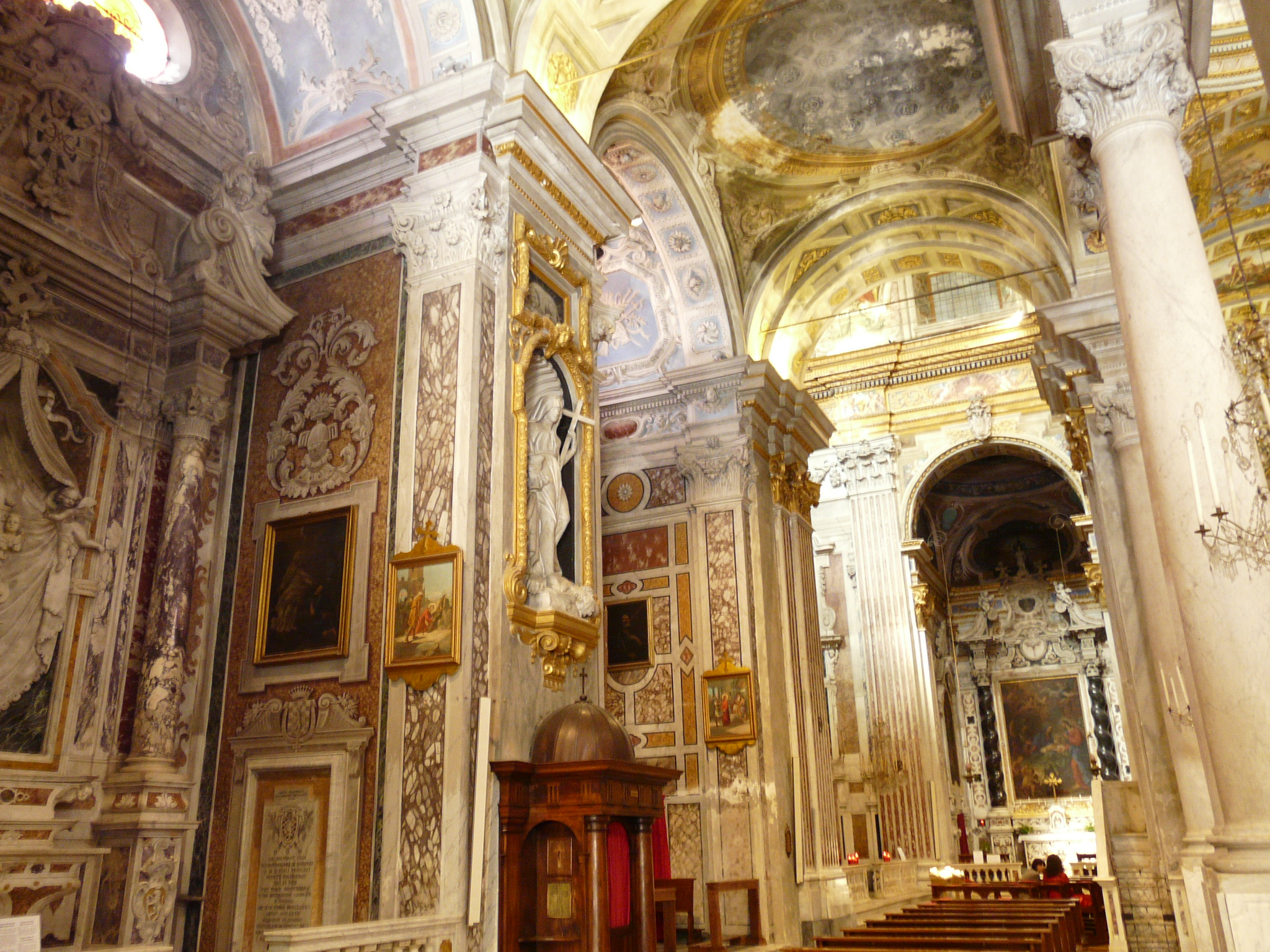
Navata laterale sinistra
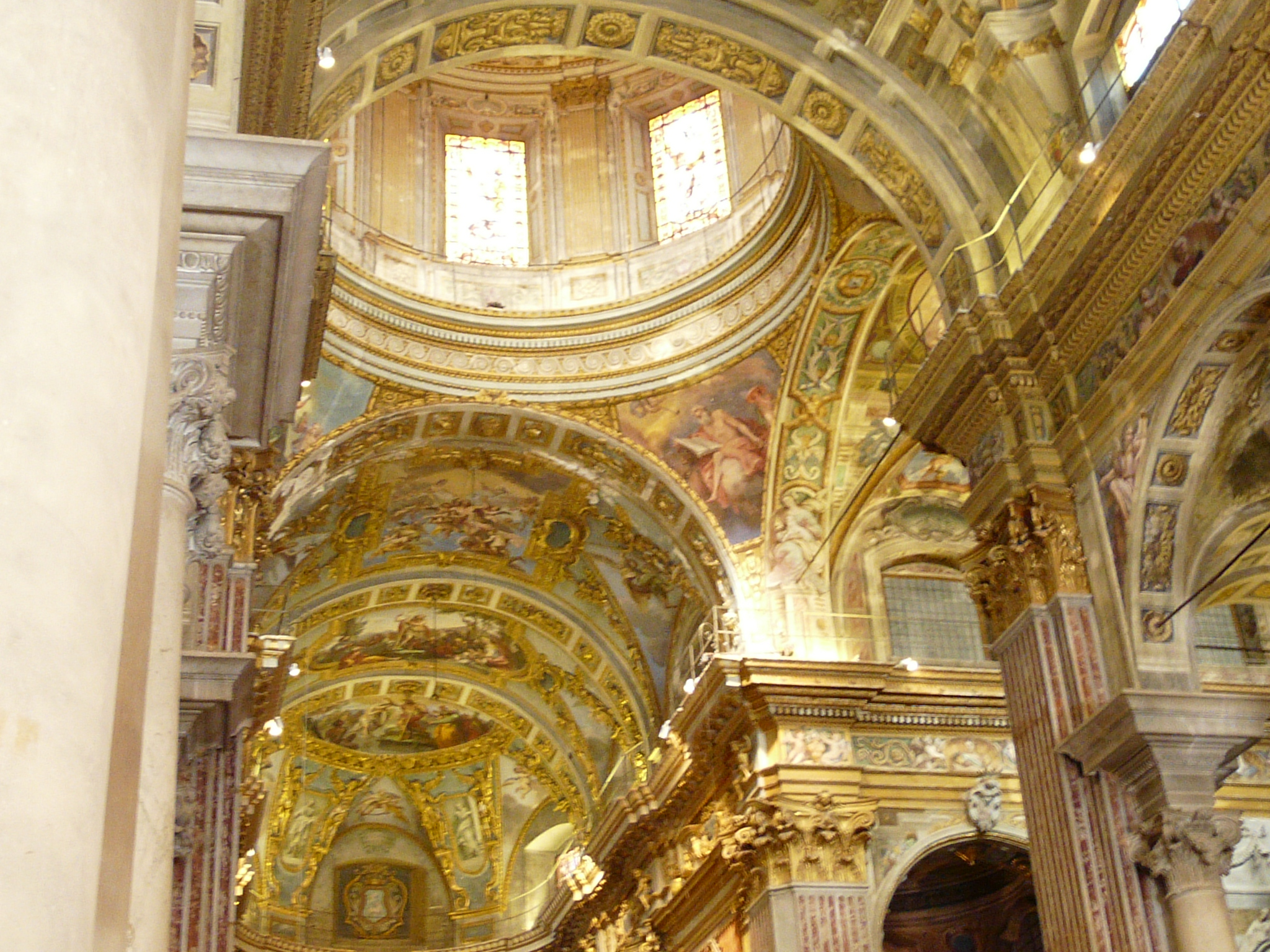
Cupola e transetto